# On me
On me is een lied van de Nederlandse rapper JoeyAK in samenwerking met de Nederlandse rapper JayKoppig. Het werd in 2022 als single uitgebracht en stond in 2023 als vijfde track op het album Most hated van JoeyAK.

## Achtergrond
On me is geschreven door JayKoppig, Joël Hoop en Ruben Schnieders en geproduceerd door Gubes. Het is een nummer dat past in de genres nederhop en drillrap. In het lied rappen de artiesten over hun straat leven. Ze vertellen onder meer over de wapens die ze hebben, over hoe oplettend ze altijd zijn en over klikkers. Het is de eerste keer dat de twee artiesten een hitsingle samen hebben. Voor JayKoppig is het überhaupt zijn eerste (en anno 2023 enige) hitsingle.

## Hitnoteringen
De artiesten hadden bescheiden succes met het lied in Nederland. Het piekte op de 41e plaats van de Single Top 100 in de drie weken dat het in deze hitlijst te vinden was. De Top 40 en haar Tipparade werden niet bereikt.